# Beaumont (Meurthe-et-Moselle)
Beaumont település Franciaországban, Meurthe-et-Moselle megyében. Lakosainak száma 69 fő (2022. január 1.). Beaumont Mandres-aux-Quatre-Tours, Seicheprey és Rambucourt községekkel határos.

## Népesség
A település népességének változása:
| Lakosok száma | 37   | 59   | 80   | 71   | 65   | 69   | 72   | 75   | 73   | 69   |
|               | 1968 | 1982 | 1990 | 2006 | 2013 | 2015 | 2017 | 2019 | 2020 | 2022 |